# 小长山岛镇
小长山岛镇，是中华人民共和国辽宁省大連市长海县下辖的一个乡镇级行政单位。

## 行政区划
小长山岛镇下辖以下地区：
回龙村、房身村、英杰村、复兴村、巴蛸村和乌蟒村。